# Illes Spratly
Les illes Spratly (en vietnamita: Trường Sa, en xinès: 南沙群岛 Nánshā Qúndǎo, en tagal: Kalayaan) són un arxipèlag del mar de la Xina Meridional, localitzat entre les Filipines i el Vietnam. És un grup d'aproximadament 100 esculls de corall i illots, envoltats de bancs de pesca i jaciments de gas natural i petroli.
Aquestes illes són un territori en disputa entre diversos països. La República Popular de la Xina, la República de la Xina i el Vietnam reclamen la totalitat de les illes, mentre que Malàisia i Filipines només en reclamen una part. Aquests cinc estats han ocupat militarment diverses illes per demostrar la seva sobirania a la zona. Brunei també ha ocupat alguns esculls del sud de l'arxipèlag, però no els ha reclamat formalment.

## Geografia
Les illes Spratly s'estenen sobre una àrea de gairebé 410.000 km² al centre del mar de la Xina Meridional, tot i que la superfície de terra és inferior als 5 km². Entre les illes més grans s'hi troben Itu Aba (0,46 km²), Thitu (0,37 km²), West York (0,18 km²), l'illa Spratly (0,13 km²) i Northeast Cay (0,12 km²). La majoria dels illots no arriben a l'hectàrea de superfície.
Amb 926 quilòmetres de costa, tenen un clima tropical i el terreny és completament pla. El principal perill de les illes són els tifons.

## Litigi
De les aproximadament 100 illes i illots de l'arxipèlag, unes 45 han estat reclamades i ocupades pels següents estats:

### Brunei
Aquest país no ha reclamat la totalitat de l'arxipèlag, però sí part del mar Meridional de la Xina com a part de la seva plataforma continental i de la seva zona econòmica exclusiva.

### República Popular de la Xina
Aquest estat reclama la totalitat de les illes com a part del seu territori, sota el nom de Nánshā Qúndǎo (arxipèlag Nansha). Les raons són bàsicament històriques, atribuint expedicions navals cap a les illes durant la dinastia Han (a principis del segle ii) i durant la dinastia Ming (primera meitat del segle xv), on es van establir pescadors i comerciants xinesos. El país intenta demostrar la seva reclamació amb proves arqueològiques.

#### Illes ocupades
La República Popular de la Xina ha ocupat vuit esculls, que sumen una àrea inferior a una hectàrea, i són els següents:
| Escull Cuarteron (Huayang Jiao, 华阳礁)                                   | 8° 53′ N, 112° 51′ E / 8.883°N,112.850°E   | Roca de corall, el seu punt més alt fa 1,5 m. Ocupat des del 1988. És part de London Reefs. | Vietnam (com a Bãi Châu Viên)                              | 0   |
| Escull Fiery Cross / Escull Northwest Investigator (Yongshu Jiao, 永暑礁) | 9° 37′ N, 112° 58′ E / 9.617°N,112.967°E   | Roca formada per tres esculls, amb una alçada màxima d'un metre i 14 milles de llarg; només visible en marea baixa. Té dipòsits de guano i alguns arbres. La RPC hi construí un petit port, una pista d'aterratge i una estació d'observació marina. Ocupada des del 1988, però sense soldats actualment. | Vietnam (com a Đá Chữ Thập) i Filipinas (com a Kagilingan) | 0,8 |
| Esculls Gaven (Nanxun Jiao, 南薰礁 / Xinan - Duolu Jiao)                  | 10° 13′ N, 114° 12′ E / 10.217°N,114.200°E | Duna de sorra de 2 metres d'alçada. Ocupada des del 1992. Part de Tizard Banks. | Vietnam (com a Đá Ga Ven)                                  | 0   |
| Escull Ladd (Riji Jiao, 日积礁)                                           | 8° 38′ N, 111° 40′ E / 8.633°N,111.667°E   | Visible només durant la marea baixa. Té una llacuna de corall. Va ser ocupat pel Vietnam el 1988, però la República Popular de la Xina va posar-hi una fita el juliol del 1992 sense arribar a ocupar-lo formalment.                                                                                      | Vietnam (com a Đá Lát)                                     |     |
| Escull Johnson South (Chigua Jiao, 赤瓜礁)                                | 9° 43′ N, 114° 18′ E / 9.717°N,114.300°E   | Contigu a Collins Reef. Visible només durant la marea baixa, tot i que algunes roques sobresurten durant la marea alta. Ocupada des del 1988. | Vietnam (com a Đá Gạc Ma)                                  | 0   |
| Escull Kennan (Ximen Jiao, 西门礁)                                        | 9° 53′ N, 114° 27′ E / 9.883°N,114.450°E   | Visible només durant la marea baixa. Ocupada des del 1988. | Vietnam (com a Đá Ken Nan)                                 | 0   |
| Escull Mischief (Meiji Jiao, 美济礁)                                      | 9° 55′ N, 115° 32′ E / 9.917°N,115.533°E   | Roques visibles durant la marea alta. Ocupades des del 1995. | Vietnam (com a Đá Vành Khăn)                               | 0   |
| Escull Subi (Zhubi Dao, 渚碧礁)                                           | 10° 54′ N, 114° 06′ E / 10.900°N,114.100°E | Visible només durant la marea baixa, amb una llacuna. La República Popular de la Xina hi construí un edifici de tres pisos, un embarcador i un heliport. Ocupada des del 1988. | Vietnam (com a Đá Su Bi)                                   | 0   |
| Escull Whitson (Niu'e Jiao, 牛轭礁)                                       | 10° 00′ N, 114° 43′ E / 10.000°N,114.717°E | Algunes roques sobresurten durant la marea alta. Ocupada des del 1992. | Vietnam (com a Đá Ba Đầu)                                  | 0   |

### Malàisia
Malàisia s'ha involucrat en el litigi des del 1979. Aquest país reclama parcialment l'arxipèlag, amb el nom de Kepulauan Spratly. La raó principal de la seva reclamació és que les illes es troben a dins de la seva plataforma continental, cosa que li atorgaria drets segons la Convenció de la Llei del Mar. Malàisia ha intentat construir-hi un hotel.

#### Illes ocupades
L'estat ha ocupat tres esculls, un banc de sorra i ha construït una illa artificial. Tot plegat suma 6,2 hectàrees, i són les següents zones:
| Escull Ardesier (Terumbu Ubi)                  | 7° 38′ N, 113° 56′ E / 7.633°N,113.933°E | Visible únicament durant la marea baixa, té una llacuna i alguns bancs de sorra. Ocupat des del 1986. Malàisia hi té vint soldats. | República Popular de la Xina (com a Andu Tan, 安渡滩), República de la Xina (com a Xibo Jiao) i el Vietnam (com a Bãi Kiêu Ngựa) | 0   |
| Escull Dallas (Terumbu Laya)                   | 7° 38′ N, 113° 48′ E / 7.633°N,113.800°E | Visible durant la marea baixa, té una llacuna. Ocupat des del 1987. Un oficial i vuit soldats hi estan instal·lats. Malàisia utilitza l'escull amb finalitats turístiques.                                                                                       | República Popular de la Xina (com a Guangxing Jiao, 光星礁) i el Vietnam (com a Đá Đá Lat)                                       | 0   |
| Escull Louisa (Terumbu Semarang / Barat Kecil) | 6° 20′ N, 113° 14′ E / 6.333°N,113.233°E | Roca d'un metre d'alçada. | República Popular de la Xina (com a Nantong Jiao, 南通礁)                                                                        | 0   |
| Escull Mariveles (Terumbu Mantanani)           | 7° 59′ N, 113° 50′ E / 7.983°N,113.833°E | Illot de sorra amb una alçada d'1,5 a 2 m, envoltat de dues llacunes. Hi ha vint soldats. | República Popular de la Xina (com a Nanhai Jiao, 南海礁) i el Vietnam (com a Bãi / Đá Kỳ Vân)                                    | 0   |
| Escull Swallow (Terumbu Layang Layang)         | 7° 23′ N, 113° 48′ E / 7.383°N,113.800°E | Illot sense arbres i amb roques, amb una alçada màxima de 3 m i una llacuna. Hi ha 70 soldats instal·lats amb una torre. Té un port pesquer i un petiti hotel amb 15 habitacions, a més d'una pista d'aterratge d'1,5 km. S'han afegit plantes i terra a l'illa. | República Popular de la Xina (com a Danwan Jiao, 弹丸礁) i el Vietnam (com a Đá Hoa Lau)                                         | 6,2 |

### Filipines
Aquest estat inicià el seu litigi amb les illes el 1975, amb un reclam parcial. Anomena l'arxipèlag Kapuluan ng Kalayaan.
El reclam s'inicià extraoficialment el 1956, quan una expedició privada investigà i ocupà algunes illes. No fou fins al 1976 quan s'hi envià un grup militar des de l'illa de Palawan. El 1978 s'augmentà la quantitat de soldats en set de les illes.

#### Illes ocupades
S'han ocupat set illes, dos esculls i un illot, d'una àrea total de 83,89 hectàrees:
| Illa Plana (Patag)       | 10° 50′ N, 115° 49′ E / 10.833°N,115.817°E | Illot pla i sorrenc de 240 x 90 m, afectat per l'erosió. Té una elevació menor de 5 m, amb grans dipòsits de guano. Sense vegetació. | República Popular la Xina (com a Feixin Dao, 费信岛) i el Vietnam (com a Đảo Bình Nguyên)                                    | 0,57 |
| Illot Lankiam (Panata)   | 10° 44′ N, 114° 31′ E / 10.733°N,114.517°E | Banc de sorra, envoltat de tres esculls visibles durant la marea baixa. | República Popular de la Xina (com a Yangxin Shazhou, 杨信沙洲) i el Vietnam (com a Bo Loai Ta)                               | 0,44 |
| Loaita (Kota)            | 10° 41′ N, 114° 25′ E / 10.683°N,114.417°E | Illa amb dos metres d'alçada màxima, coberta per manglars, cocoters i altres arbres peits. Ocupada des del 1968. | República Popular de la Xina (com a Nanyue Dao, 南钥岛) i el Vietnam (com a Đảo Loại Ta)                                     | 6,45 |
| Nanshan (Lawak)          | 10° 45′ N, 115° 49′ E / 10.750°N,115.817°E | Illa amb una alçada màxima de 2,5 m, coberta de cocoters, arbustos i herba el 1963. Té 580 m de llargada, i forma la vora d'un escull submergit, amb una pista d'aterratge. | República Popular de la Xina (com a Mahuan Dao, 马欢岛) i el Vietnam (com a Đảo Vĩnh Viễn)                                   | 7,93 |
| Northeast Cay (Parola)   | 11° 28′ N, 114° 21′ E / 11.467°N,114.350°E | És la quinzena illa més gran de les illes Spratly. Està coberta d'herba i alguns arbres. | República Popular de la Xina (com a Beizi Dao, 北子岛) i el Vietnam (com a Đảo Song Tử Đông)                                 | 12,7 |
| Thitu (Pagasa)           | 11° 03′ N, 114° 17′ E / 11.050°N,114.283°E | És la segona illa més gran de les Spratly. En el passat estava habitada ocasionalment per pescadors xinesos. Té una pista d'aterratge i una dàrsena. S'hi realitzen dos vols comercials a la setmana: hi habiten uns cent pescadors i meteoròlegs. Ocupada per Filipines des del 1968. | República Popular de la Xina (com a Zhongye Dao, 中业岛) i el Vietnam (com a Đảo Thị Tứ)                                     | 37,2 |
| West York (Likas)        | 11° 05′ N, 115° 01′ E / 11.083°N,115.017°E | És la tercera illa més gran de les Spratly. Coberta per arbustos, manglars i cocoters. | República Popular de la Xina (com a Xiyue Dao, 西月岛) i el Vietnam (com a Đảo Bến Lạc / Đảo Dừa)                            | 18,6 |
| Escull Commodore (Rizal) | 8° 21′ N, 115° 17′ E / 8.350°N,115.283°E   | Banc de sorra amb 0,5 m d'alçada màxima, envoltat per dues llacunes. Ocupat per les Filipines des del 1978. | República Popular de la Xina (com a Siling Jiao, 司令礁), Malàisia (com a Terumbu Laksamana) i el Vietnam (com a Đá Công Đo) | 0    |
| Escull Irving (Balagtas) | 10° 53′ N, 114° 56′ E / 10.883°N,114.933°E | Visible només durant la marea baixa. | República Popular de la Xina (com a Huo'ai Jiao, 火艾礁) i el Vietnam (com a Đảo Cá Nhám)                                    | 0    |
| Illot Shira              |                                            | Illot reclamat per Filipines. | | 0    |

### República de la Xina (Taiwan)
El país reclama totes les illes, sota el nom de Nánshā Qúndǎo (arxipèlag Nansha).

#### Illes ocupades
Només ha ocupat una illa i un escull, amb una àrea total de 46 hectàrees:
| Itu Aba       | 10° 23′ N, 114° 21′ E / 10.383°N,114.350°E | És l'illa més gran de l'arxipèlag. Coberta d'arbustos, cocoters i manglars, amb una alçada màxima de 5 m. Hi estan instal·lats 600 soldats, i hi ha un far, estacions de ràdio i meteorològiques, un dic de formigó i dos pous. S'hi ha construït una pista d'aterratge i un port pesquer. S'hi cultiva pinya. | República Popular de la Xina (com a Taiping Dao, 太平岛) i el Vietnam (com a Đảo Ba Bình) | 46 |
| Ban Than Jiao | 10° 24′ N, 114° 24′ E / 10.400°N,114.400°E | Petit escull sec, ocupat des del març del 1995. |                                                                                           | 0  |

### Vietnam

Posició de les Illes Spratly al Mar de la Xina Meridonial.

El Vietnam és el tercer país que reclama la totalitat de les illes sota el nom de Quần đảo Trường Sa. N'ha ocupat 7, a més de 15 esculls i tres bancs de sorra.

#### Illes ocupades
El Vietnam ha ocupat 7 illes, 15 esculls i tres bancs de sorra. A la taula següent només es mostren algunes de les zones:
| Illot Amboyna (Đảo An Bang)       | 7° 51′ N, 112° 55′ E / 7.850°N,112.917°E   | Té dues parts: l'oriental és un banc de sorra i corall, i l'occidental està coberta de guano. Té una alçada màxima de 2 m i un obelisc de gairebé 3 m. Té poca vegetació i, des del 1995, un far molt fortificat. Ocupat des de la segona meitat de la dècada del 1970. | República Popular de la Xina (com a Anbo Shazhou, 安波沙洲), Filipines (com a Kalantiyaw) i Malàisia (com a Pulau Amboyna Kecil ) | 1,6 |
| Namyit (Đảo Nam Yết)              | 10° 11′ N, 114° 22′ E / 10.183°N,114.367°E | Cobert de petits arbres, arbusts i herba. | República Popular de la Xina (com a Hongxiu Dao, 鸿庥岛) i Filipines (com a Binago)                                               | 5,3 |
| Illot Sand (Đảo / Đá Sơn Ca)      | 10° 23′ N, 114° 28′ E / 10.383°N,114.467°E | Cobert de petits arbres i arbusts. | República Popular de la Xina (com a Dunqian Shazhou, 敦谦沙洲)                                                                    | 7   |
| Sin Cowe (Đảo Sinh Tồn)           | 9° 52′ N, 114° 19′ E / 9.867°N,114.317°E   | Dos illots de sorra. | República Popular de la Xina (com a Jinghong Dao, 景宏岛) i Filipines (com a Rurok)                                               | ?   |
| Sin Cowe Est (Đảo Sinh Tồn Đông)  | 9° 55′ N, 114° 32′ E / 9.917°N,114.533°E   | Només esmentada en algunes fonts. | | ?   |
| Illot Southwest (Đảo Song Tử Tây) | 11° 26′ N, 114° 20′ E / 11.433°N,114.333°E | Vietnam hi va construir el seu primer far el 1993 i una pista d'aterratge. | República Popular de la Xina (com a Nanzi Dao, 南子岛) i Filipines (com a Pugad)                                                  | ?   |
| Spratly (Đảo Trường Sa)           | 8° 38′ N, 114° 25′ E / 8.633°N,114.417°E   | Té un obelisc, una pista d'aterratge i suposadament un port pesquer. | República Popular de la Xina (com a Nanwei Dao, 南威岛) i Filipines (com a Lagos)                                                 | 13  |
| Escull Allison (Bãi Tốc Tan)      | 8° 51′ N, 114° 00′ E / 8.850°N,114.000°E   | Visible només durant la marea baixa. Té una llacuna. | República Popular de la Xina (como Liumen Jiao, 六门礁)                                                                           | 0   |

### Resolució del litigi
De moment, la qüestió no s'ha tractat de manera oficial. Indonèsia ha intentat oferir-se com a mediador al conflicte, sense que els països enfrontats responguessin la petició. En canvi, els països litigants han acceptat enviar un equip científic a la zona per explorar el potencial dels seus recursos.